# 郑合敬
鄭合敬（？—？），鄭州滎陽人，出自荥阳郑氏北祖第二房。官諫議大夫。
唐僖宗乾符二年（875年）乙未科狀元，主考官是中書舍人崔沆，與劉崇望同科。及第後，立刻前往平康里嫖妓。寫下一首詩，名為《及第後宿平康里》：「春来无处不闲行，楚润相看别有情。好是五更残酒醒，时时闻唤状头声。」